# Tir aux Jeux olympiques d'été de 2012 - Pistolet à 25 m tir rapide hommes
Navigation
Pékin 2008 Rio de Janeiro 2016
L'épreuve masculine de pistolet à 25 mètres tir rapide des Jeux olympiques d'été de 2012 se déroule aux Royal Artillery Barracks à Londres, le 5 août 2012.

## Format de la compétition
L'épreuve se compose d'un tour de qualification et d'une finale. En qualification, chaque athlète effectue 60 tirs à 25 mètres de la cible. Les cibles se présentent par série de 5 cibles pivotantes. Chaque tireur doit effectuer 12 séries en un temps limité. Quatre séries doivent être complétées en 8 secondes chacune, quatre autres en 6 secondes et les quatre dernières en 4 secondes. Les 6 meilleurs tireurs en qualification se qualifient pour la finale.
Lors de la finale, les athlètes effectuent 20 nouveaux tirs. Ils doivent effectuer quatre séries de 5 tirs, chaque série étant limitée à 4 secondes. Le score total des 80 tirs détermine le classement final et l'attribution des médailles.

## Médaillés
| Or                | Argent            | Bronze          |
| Leuris Pupo (CUB) | Vijay Kumar (IND) | Ding Feng (CHN) |

## Qualification
| Rang | Athlète               | Pays               | 8  | 6   | 4  | ST1 | 8  | 6  | 4   | ST2 | Total | Notes |
| ---- | --------------------- | ------------------ | -- | --- | -- | --- | -- | -- | --- | --- | ----- | ----- |
| 1    | Alexei Klimov         | Russie             | 98 | 100 | 96 | 294 | 99 | 99 | 100 | 298 | 592   | Q,RM  |
| 2    | Ding Feng             | Chine              | 98 | 98  | 97 | 293 | 99 | 99 | 97  | 295 | 588   | Q     |
| 3    | Leuris Pupo           | Cuba               | 99 | 98  | 96 | 293 | 99 | 98 | 96  | 293 | 586   | Q     |
| 4    | Vijay Kumar           | Inde               | 99 | 96  | 98 | 293 | 98 | 97 | 97  | 292 | 585   | Q     |
| 5    | Zhang Jian            | Chine              | 98 | 98  | 97 | 293 | 99 | 97 | 91  | 291 | 584   | Q     |
| 6    | Christian Reitz       | Allemagne          | 99 | 98  | 95 | 292 | 97 | 97 | 97  | 291 | 583   | Q     |
| 7    | Martin Podhráský      | République tchèque | 96 | 98  | 99 | 293 | 99 | 95 | 96  | 290 | 583   |       |
| 8    | Leonid Yekimov        | Russie             | 96 | 98  | 95 | 289 | 99 | 97 | 97  | 293 | 582   |       |
| 9    | Martin Strnad         | République tchèque | 98 | 97  | 92 | 287 | 97 | 99 | 97  | 293 | 580   |       |
| 10   | Kim Dae-yoong         | Corée du Sud       | 98 | 98  | 94 | 290 | 97 | 95 | 97  | 289 | 579   |       |
| 11   | Jorge Llames          | Espagne            | 99 | 95  | 94 | 288 | 96 | 99 | 96  | 291 | 579   |       |
| 12   | Roman Bondaruk        | Ukraine            | 98 | 94  | 92 | 284 | 99 | 99 | 97  | 295 | 579   |       |
| 13   | Emil Milev            | États-Unis         | 98 | 98  | 96 | 292 | 98 | 94 | 94  | 286 | 578   |       |
| 14   | Keith Sanderson       | États-Unis         | 98 | 96  | 94 | 288 | 99 | 97 | 94  | 290 | 578   |       |
| 15   | Jakkrit Panichpatikum | Thaïlande          | 99 | 99  | 93 | 291 | 97 | 97 | 93  | 287 | 578   |       |
| 16   | Ralf Schumann         | Allemagne          | 96 | 97  | 94 | 287 | 97 | 98 | 95  | 290 | 577   |       |
| 17   | Afanasijs Kuzmins     | Lettonie           | 98 | 97  | 94 | 289 | 96 | 93 | 91  | 280 | 569   |       |
| 18   | David Chapman         | Australie          | 92 | 94  | 92 | 278 | 97 | 91 | 93  | 281 | 559   |       |

## Finale
| Rang                                | Athlète         | Pays      | 1 | 2 | 3 | 4 | 5 | 6 | 7 | 8 | Total | Notes |
| ----------------------------------- | --------------- | --------- | - | - | - | - | - | - | - | - | ----- | ----- |
| Médaille d'or, Jeux olympiques      | Leuris Pupo     | Cuba      | 3 | 5 | 5 | 5 | 4 | 4 | 4 | 4 | 34    | =RM   |
| Médaille d'argent, Jeux olympiques  | Vijay Kumar     | Inde      | 5 | 4 | 4 | 3 | 4 | 4 | 4 | 2 | 30    |       |
| Médaille de bronze, Jeux olympiques | Ding Feng       | Chine     | 4 | 5 | 4 | 3 | 4 | 4 | 3 | X | 27    |       |
| 4                                   | Alexei Klimov   | Russie    | 5 | 4 | 3 | 2 | 4 | 5 | X | X | 23    |       |
| 5                                   | Zhang Jian      | Chine     | 3 | 5 | 4 | 2 | 3 | X | X | X | 17    |       |
| 6                                   | Christian Reitz | Allemagne | 3 | 3 | 4 | 3 | X | X | X | X | 13    |       |

## Sources
- Le site officiel du Comité international olympique
- Site officiel de Londres 2012